# Botond SC
A Botond Rögbi Club 1970 júniusában alakult, majd rövidesen a Fások SC vállalati sportkör keretében élt tovább, de a támogatások elmaradása miatt a Szakipari SE keretében tevékenykedett. Itt már felszerelést és edzési, illetve pálya lehetőséget is biztosítottak az eredetileg és a sportolók összetételét tekintve 100%-ban Botond RC játékosoknak.
Az 1970-71-es téli időszakot a felkészüléssel töltötte és 1971 tavaszán indult az 5 csapatos rögbi "Felszabadulás Kupában." Ezeket a mérkőzéseket főleg a Bp. Építők Népligetben lévő edzőpályáján játszották a részt vevő csapatok, mert itt voltak a legjobb körülmények. Ekkor adták ki az Építők SE támogatásával az első magyar nyelvű rögbi szabálykönyvet. A magyar rögbi sport 1973 - 79 között nehéz éveket élt át és a valóságban csak alkalmi csapatokkal vegetált, de 1979-ben a Botond RC-t a BEAC először vendég sportcsapatként befogadta, majd fantáziát látva benne létre hozta a BEAC rögbi szakosztályát és ide léptek be a Botond RC és az egykori Építők játékosai közül néhányan. 
A hazai rögbisport ezekben az években ha lassan is, de folyamatosan fejlődött, így a 14 éve játszó alapító Botond RC játékosok kiöregedtek, de sportszeretetük által vezérelve 1984. március 8-án megalakították a Botond Old Boy Rögbi csapatot. Ebben a csapatban már nemcsak az egykori Botond RC játékosai, hanem a velük együtt korosodó többi sporttárs is részt vett.
Az 1984-es rögbi bajnokságban szerényen, de nem az utolsó helyen szerepeltek az "öregek". 1985. április 20-án a Botond Old Boy részt vett a "Seven a side" Rugby Cup mérkőzésein nyolc csapat között. 1986-ban az aktív sporttól visszavonuló „öregfiúk” nagy száma miatt a még kitartó játékosok létrehozták és fiatal tagokkal erősítették meg a BLSE rögbi szakosztályt. 
1987. február 15-én a BLSE (Botond RC) képviselői is aláírták a Magyar Rögbi Szövetség létrehozását előirányzó hivatalos nyilatkozatot, nyolc másik rögbicsapat vezetőivel együtt. A Botond RC 1970-től 1987-ig fel-felbukkanva, sokszor más sportegyesület neve alatt, de aktív maradt. Majd megalakult az önálló Magyar Rögbi Szövetség.